# Samuel Guzmán García
Samuel Guzmán García (San Felipe, 1872 - ?) fue un abogado y político chileno, miembro del Partido Liberal (PL). Ejerció como diputado de la República en tres periodos consecutivos 1926-1930, 1930-1932 y 1933-1937.

## Biografía

### Primeros años y familia
Nació en San Felipe, en 1872. Era hijo de Samuel Guzmán y Lucrecia García.

### Estudios y vida laboral
Realizó sus estudios en el Liceo de San Felipe y posteriormente ingresó a la Facultad de Derecho de la Universidad de Chile, jurando como abogado el 10 de julio de 1898. Su tesis se tituló Delito, impunidad y pena.
Luego se dedicó a ejercer su profesión.
Fue miembro de la Comisión de Reforma de la Ley de Organización y Atribuciones de los Tribunales, entre 1927 y 1928. Fue redactor político del diario El Sur de Concepción.
En 1917 fue director y socio del Club Concepción y, socio del Club de la Unión.
Fue un liberal de pensamiento laico, como tal perteneció a la Logia Masónica “Paz y Concordia N.°13 de Concepción” institución que promovió en la ciudad y en la Región la idea de una universidad de pensamiento laico para Concepción.

## Trayectoria política
Fue militante del Partido Liberal (PL).
En las elecciones parlamentarias de 1925, fue elegido diputado por la 18.ª Circunscripción Departamental de Arauco, Lebu y Cañete", para el periodo 1926-1930. Durante ese periodo fue primer vicepresidente de la Cámara, asumido el 4 de noviembre de 1929. Fue también diputado reemplazante en la Comisión Permanente de Legislación y Justicia y en la de Trabajo y Previsión Social.
En las elecciones de 1930 (Congreso Termal), resultó reelecto diputado, pero por la 7.ª Circunscripción Departamental de Santiago, para el periodo 1930-1934. Fue diputado reemplazante en la Comisión Permanente de Legislación y Justicia y en la de Reforma Constitucional y Reglamento, además integró la Comisión Permanente de Educación Pública. No logró completar su periodo parlamentario luego de la disolución del Congreso Nacional en junio de 1932.
En las elecciones de octubre de 1932, fue elegido nuevamente diputado, esta vez por la 5.ª Agrupación Departamental de Petorca, San Felipe y Los Andes, para el periodo 1933-1937. Fue presidente provisional de la Cámara, 19 de diciembre de 1932 al 9 de enero de 1933 y presidente en propiedad desde el 22 de mayo de 1935 hasta el 15 de mayo de 1937. Ejerció como diputado reemplazante en la Comisión Permanente de Relaciones Exteriores y Comercio e integró la Comisión Permanente de Constitución, Legislación y Justicia.